# Uta Hallant
Uta Hallant (* 12. Mai 1939 in München als Uta Halseband; † 31. Dezember 2022 in Berlin, zeitweilig Uta Hallant-Wigger) war eine deutsche Schauspielerin und Synchronsprecherin.

## Leben
Nach Besuch einer Schauspielschule in ihrer Heimatstadt erhielt Uta Hallant ihr erstes Theaterengagement in Bremen. Von 1960 bis zur Schließung des Berliner Schillertheaters 1993 gehörte sie dem Ensemble der Staatlichen Schauspielbühnen Berlins an. Dort spielte sie unter anderem Dunjascha im Kirschgarten (1961), Armande in Die gelehrten Frauen (1971) und Mariana in Maß für Maß (1989). In ihrer langen Bühnenlaufbahn spielte sie des Weiteren die Eva in Kleists zerbrochenem Krug, die Esther in Roger Vitracs Victor oder die Kinder an die Macht und die Jessica in Peter Ustinovs Beethovens Zehnte (neben Ustinov in der Titelrolle).
Außerdem übernahm sie seit den 1950er Jahren auch zahlreiche Rollen in Film- und Fernsehproduktionen. Sie spielte u. a. in Harald Reinls Kriegsdrama U 47 – Kapitänleutnant Prien, in Ottokar Runzes Drama Der Mörder (nach Georges Simenon) sowie in Fernsehserien wie Wolffs Revier, Direktion City, Liebling Kreuzberg und Für alle Fälle Stefanie.
Darüber hinaus war Uta Hallant seit 1961 umfangreich als Synchronsprecherin tätig. Dabei lieh sie ihre Stimme international bekannten Schauspiel-Kolleginnen wie Ursula Andress (James Bond jagt Dr. No), Julie Andrews (Mary Poppins), Claudia Cardinale (Der Sohn des rosaroten Panthers), Glenn Close (Mars Attacks!), Jamie Lee Curtis (Ein Fisch namens Wanda), Catherine Deneuve (Tristana), Priscilla Presley (Dallas), Marina Vlady (Der Mörder) und Natalie Wood (West Side Story, Verliebt in einen Fremden). Nach Marion Degler war sie Audrey Hepburns zweite Stammsprecherin (in Charade, My Fair Lady und Wie klaut man eine Million?). Daneben wirkte sie auch bei vielen Hörspielproduktionen mit.
Während der Arbeiten zu Der zerbrochene Krug lernte Uta Hallant 1961 ihren Kollegen Stefan Wigger kennen, den sie 1965 heiratete. Aus der Ehe gingen zwei Kinder hervor.
Die Ehe mit Stefan Wigger wurde Anfang der 2000er-Jahre geschieden. Uta Hallant lebte und arbeitete in Berlin.

## Filmografie
- 1954: Der letzte Sommer
- 1958: Blitzmädels an die Front (nach Hans Hellmut Kirst)
- 1958: U 47 – Kapitänleutnant Prien
- 1958: Kleine Leute mal ganz groß
- 1966: Der Witzbold
- 1968: Kimper & Co.
- 1968: Die Entwaffnung
- 1969: ...tot in Kanapu
- 1970: Die Schatzgräber-Geschichte
- 1976: Der Herr der Schöpfung
- 1978: Ein typischer Fall
- 1979: Der Mörder
- 1981: 'Ne scheene Jejend is det hier
- 1981: Die Laurents (Fernsehserie, 1 Folge)
- 1985: Leute wie du und ich
- 1986: Der Prinz
- 1986: Liebling Kreuzberg (Fernsehserie, 1 Folge)
- 1988: Beethovens Zehnte
- 1994: Diese Drombuschs (Fernsehserie, 1 Folge)
- 1996: Der Nachlass
- 1996: Der Mörder und die Hure
- 1997: Für alle Fälle Stefanie (Fernsehserie, 1 Folge)
- 1997: Ein Mord für Quandt (Fernsehserie, 1 Folge)
- 1999: Wolffs Revier (Fernsehserie, 1 Folge)
- 2000: Wenn man sich traut

## Hörspiele, Hörbücher, Features
- 1978: George Tabori: Die 25. Stunde, Regie: Jörg Jannings, RIAS Berlin
- 1980: J. R. R. Tolkien: Der Hobbit – Regie: Heinz Dieter Köhler (Hörspiel – WDR)
- 1983: Graham Blackett: Die Negativkopie, Regie: Klaus Mehrländer WDR
- 2003: Magdalen Nabb: Nachtblüten. (Erzählerin) – (Kriminalhörspiel nach dem gleichnamigen Roman von 2002 – DLR, Berlin) (Hörbuchausgabe: Der Audio-Verlag, Berlin 2004. ISBN 3-89813-353-2.)
- 2009: Wolfgang Zander: Das schwarze Haus – Regie: Beatrix Ackers (Kinderhörspiel – DKultur)
- 2008: Helmut Berschin: Hesitationsphänomene – Oder: Die deutsche ÄH-Klasse – Regie: Klaus-Michael Klingsporn (Feature – DKultur)
- 2010: Thilo Reffert: Australien, ich komme – Regie: Oliver Sturm (Kinderhörspiel – DKultur)
- 2011: Iris Disse O heiliger Tod, Santisima Muerte, Totentage in Mexiko (Mutter) – Regie: Iris Disse (Hörspiel – RBB)
- 2011: Hans Magnus Enzensberger: Album (2 Teile) (Hör-Collage nach dem gleichnamigen Buch von 2011 - RB/DKultur)
- 2012: Ingrid Noll: Über Bord. Hörbuch, nach dem gleichnamigen Roman von 2012. Prod.: Diogenes  ISBN 978-3-257-80331-0
- 2012: Andreas F. Müller: Der Makel (Ein deutsch-jüdisches Familienstück) – Regie: Andreas F. Müller (Feature – RBB/DKultur/WDR)
- 2013: Siegrid Heuck: Die verzauberte Insel, Regie: Maja von Borries, Produktion: Ohrka
- 2014: Tom Peuckert: Klassiker Europas – Regie: Oliver Sturm (Literarische Séance – RBB)
- 2014: Regina Leßner: Seitensprünge im Glockenturm (die Kunst des „change ringing“) (Feature – DKultur)

## Synchronrollen (Auswahl)
BarBara Luna
- 1961: Der Teufel kommt um vier als Camille
- 1962: Fünf Wochen im Ballon als Makia

Natalie Wood
- 1961: West Side Story als Maria
- 1965: Das große Rennen rund um die Welt als Maggie Dubois

Catherine Spaak
- 1963: Die Nackte als Cecilia
- 1973: Der Nonnenspiegel als Schwester Elisabetha

Marlène Jobert
- 1974: Ganz so schlimm ist er auch nicht als Nelly
- 1986: Der Kommissar und sein Lockvogel als Jeanne Dumas

Capucine
- 1976: Bluff als Bel Duke
- 1977: Der Supertyp als Frau Colombo

Blythe Danner
- 1976: Futureworld – Das Land von Übermorgen als Tracy Ballard
- 1992: Das Gift des Zweifels als Bonnie von Stein

Glenda Jackson
- 1980: Agentenpoker als Isobel
- 1990: Therapie zwecklos als Charlotte

Julie Walters
- 1987: Personal Service als Christine Painter
- 1988: Buster als June Edwards

Susan Sarandon
- 1988: Sweethearts Dance – Liebe ist mehr als nur ein Wort als Sandra Boon
- 1989: Weiße Zeit der Dürre als Melanie Bruwer

Line Renaud
- 2008: Willkommen bei den Sch’tis als Antoines Mutter
- 2014: Süßes Gift als Clémence

Samantha Eggar
- 1965: Eine Tür fällt zu als Fabienne "Fabi" Wolf
- 1967: Doctor Dolittle als Emma Fairfax
- 1976: Der Schlangenladen als Anne

Kate Nelligan
- 1981: Die Nadel als Lucy
- 1995: Ein amerikanischer Quilt als Constance Saunders
- 1996: Der Mutter entrissen als Helena Reid

Rosalind Russell
- 1992: Abenteuer im Gelben Meer als Sybil
- 1992: Spione küsst man nicht als Joel
- 1992: Rache ist süß als Cornelia C. Porter

Catherine Deneuve
- 1970: Tristana als Tristana
- 1986: Schauplatz des Verbrechens als Lili Ravenel
- 2007: Der Tag, der alles veränderte als Camille
- 2011: Die Liebenden – von der Last, glücklich zu sein als Madeleine

Priscilla Presley
- 1984–1989: Dallas als Jenna Wade Krebbs
- 1988: Die nackte Kanone als Jane Spencer
- 1991: Die nackte Kanone 2½ als Jane Spencer
- 1994: Die nackte Kanone 33⅓ als Jane Spencer
- 1999: Hayley Wagner, Superstar als Sue Wagner

Jamie Lee Curtis
- 1988: Ein Fisch namens Wanda als Wanda Gershwitz
- 1997: Wilde Kreaturen als Willa Weston
- 1998: Nicholas – Ein Kinderherz lebt weiter als Maggie Green
- 1999: Virus – Schiff ohne Wiederkehr als Kelly Foster
- 2010: Du schon wieder als Gail

Glenn Close
- 1990: Hamlet als Gertrude
- 1991: Zauber der Venus als Karin Anderson
- 1994: Schlagzeilen – Je härter, desto besser als Alicia Clark
- 1996: Mars Attacks! als First Lady Marsha Dale
- 1997: Paradise Road als Adrienne Pargiter

Audrey Hepburn
- 1963: Charade als Reggie Lampert
- 1964: My Fair Lady als Eliza Doolittle (Sprache)
- 1966: Wie klaut man eine Million? als Nicole
- 1981: Sie haben alle gelacht als Angela Niotes
- 1986: Flashpoint Mexico als Baroness Caroline DuLac
- 1989: Always – Der Feuerengel von Montana als Hap

Helen Mirren
- 1995: Heißer Verdacht 4 als DCI Jane Tennison
- 1996: Heißer Verdacht 5 – Tödliche Verstrickung als Jane Tennison
- 2003: Heißer Verdacht 6 – Die letzten Zeugen als Jane Tennison
- 2005: Shadowboxer als Rose
- 2006: Heißer Verdacht 7 – Das Finale als Jane Tennison
- 2012: Hinter der Tür als Emerenc

Michèle Mercier
- 1963: Die Millionen eines Gehetzten als Lou
- 1964: Angélique als Angélique
- 1965: Angélique, 2. Teil als Angélique
- 1965: Herr auf Schloß Brassac als Simone Leboucher
- 1966: Angélique und der König als Angélique
- 1967: Unbezähmbare Angélique als Angélique de Peyrac
- 1968: Angélique und der Sultan als Angélique de Peyrac

### Filme
- 1961: Pamela Tiffin in Texas–Show als Margie
- 1962: Shirley Anne Field in Wir alle sind verdammt als Daphne
- 1962: Virna Lisi in Des Teufels schwache Seite als Gina Bianchi
- 1972: Helena Rojo und Cecilia Rivera in Aguirre, der Zorn Gottes als Inez de Atienza und Flores
- 1975: Françoise Arnoul in Lockruf des Goldes als Cad Wilson
- 1979: Stefanie Powers in Flucht nach Athena als Dottie Del Mar

### Serien
- 1978: Melinda O. Fee in Der Unsichtbare als Dr. Kate Westin
- 1985–1987: Barbara Bosson in Polizeirevier Hill Street als Fay Furillo
- 1987: Kirstie Alley in Fackeln im Sturm als Virgilia Hazard
- 1988: Brooke Bundy in General Hospital als Diana Taylor, R. N.